# کریستیانا مارتل
 کریستیانا مارتل (فرانسوی: Christiane Martel‎؛ زادهٔ ۱۸ ژانویهٔ ۱۹۳۲) یک هنرپیشه اهل فرانسه است. او در سال ۱۹۵۳ عنوان و جایزه دوشیزه جهان را کسب کرده‌است.